# Djylian N'Guessan
Djylian N'Guessan (Saint-Nazaire, Loira Atlántico, 30 de agosto de 2008) es un futbolista francés. Juega de delantero centro y su equipo actual es la Association Sportive de Saint-Étienne de la Ligue 2, segunda categoría del fútbol francés.

## Trayectoria
A sus 7 años se unió a las filas de la Association Sportive de Saint-Étienne, donde realizó su formación infantil y juvenil.
Fue ascendido a la reserva en el segundo semestre de 2024, debutó en la quinta categoría del fútbol francés el 7 de septiembre, en la tercera fecha del campeonato, jugó los 8 minutos finales y perdieron 1-2 ante Lyon - La Duchère. En la fecha siguiente volvió a ser suplente pero ingresó al minuto 71, el tiempo en cancha fue suficiente para convertir un gol, pero perdieron 4-2 contra Thonon Évian.
El 18 de noviembre de 2024 firmó su primer contrato profesional, estableció vínculo hasta 2027 con Les Verts. Hasta fin de año alternó en la reserva y las categorías juveniles del club.
Debutó como profesional el 4 de enero de 2025, el entrenador Eirik Horneland lo hizo ingresar al final del partido, utilizó la camiseta número 63 para enfrentar a Stade de Reims y ganaron 3-1 en el Estadio Geoffroy-Guichard. Disputó su primer encuentro oficial con 16 años, 4 meses y 5 días, se convirtió en el tercer jugador más joven en la historia del club.
En su primera temporada oficial jugó 8 partidos con el primer equipo, en los cuales fue titular en 3, finalizaron el torneo en décimo séptimo lugar por lo que descendieron de categoría.

## Selección nacional
Ha sido internacional con la selección de fútbol de Francia en las categorías juveniles sub-16 y sub-17.
Debutó con Les Bleus el 4 de octubre de 2023, en un amistoso sub-16 contra Gales, fue titular, convirtió un gol y ganaron 3-1.
Se mantuvo en las convocatorias y fue parte de varios partidos amistosos, se destacó con su primer triplete el 4 de marzo de 2024 frente a Japón, y la posterior conquista del Torneo de Montaigu.
Continuó el proceso con la sub-17, jugó la clasificación al Campeonato Europeo de la categoría, en 3 partidos de la segunda ronda, convirtió 5 goles. Fue convocado para disputar el Campeonato Europeo Sub-17 2025. En la fase de grupos del torneo convirtió 3 goles y clasificaron a las semifinales. En la final se midieron contra Portugal, combinado por el que fueron derrotados 0-3.

## Estadísticas

### Clubes
Actualizado al último partido disputado el 17 de mayo de 2025.
| Club                        | Div.          | Temporada     | Liga  | Liga  | Liga   | Copas nacionales | Copas nacionales | Copas nacionales | Copas internacionales | Copas internacionales | Copas internacionales | Total | Total | Total  |
| Club                        | Div.          | Temporada     | Part. | Goles | Asist. | Part.            | Goles            | Asist.           | Part.                 | Goles                 | Asist.                | Part. | Goles | Asist. |
| --------------------------- | ------------- | ------------- | ----- | ----- | ------ | ---------------- | ---------------- | ---------------- | --------------------- | --------------------- | --------------------- | ----- | ----- | ------ |
| A. S. Saint-Étienne Francia | 1.ª           | 2024-25       | 8     | 0     | 0      | -                | -                | -                | —                     | —                     | —                     | 8     | 0     | 0      |
| A. S. Saint-Étienne Francia | 2.ª           | 2025-26       | 0     | 0     | 0      | -                | -                | -                | —                     | —                     | —                     | 0     | 0     | 0      |
| A. S. Saint-Étienne Francia | Total club    | Total club    | 8     | 0     | 0      | 0                | 0                | 0                | 0                     | 0                     | 0                     | 8     | 0     | 0      |
| Total carrera               | Total carrera | Total carrera | 8     | 0     | 0      | 0                | 0                | 0                | 0                     | 0                     | 0                     | 8     | 0     | 0      |

### Selección
Actualizado al último partido disputado el 1 de junio de 2025.
| Selección         | Temporada         | Continental | Continental | Continental | Mundial | Mundial | Mundial | Amistosos | Amistosos | Amistosos | Total | Total | Total  |
| Selección         | Temporada         | Part.       | Goles       | Asist.      | Part.   | Goles   | Asist.  | Part.     | Goles     | Asist.    | Part. | Goles | Asist. |
| ----------------- | ----------------- | ----------- | ----------- | ----------- | ------- | ------- | ------- | --------- | --------- | --------- | ----- | ----- | ------ |
| Sub-16 Francia    | 2023              | —           | —           | —           | —       | —       | —       | 5         | 4         | 0         | 5     | 4     | 0      |
| Sub-16 Francia    | 2024              | —           | —           | —           | —       | —       | —       | 9         | 8         | 0         | 9     | 8     | 0      |
| Sub-16 Francia    | Total sel.        | 0           | 0           | 0           | 0       | 0       | 0       | 14        | 12        | 0         | 14    | 12    | 0      |
| Sub-17 Francia    | 2024              | -           | -           | -           | —       | —       | —       | 3         | 2         | 0         | 3     | 2     | 0      |
| Sub-17 Francia    | 2025              | 8           | 9           | 0           | -       | -       | -       | 0         | 0         | 0         | 8     | 9     | 0      |
| Sub-17 Francia    | Total sel.        | 8           | 9           | 0           | 0       | 0       | 0       | 3         | 2         | 0         | 11    | 11    | 0      |
| Total selecciones | Total selecciones | 8           | 9           | 0           | 0       | 0       | 0       | 17        | 14        | 0         | 25    | 23    | 0      |
| 1.                |                   |             |             |             |         |         |         |           |           |           |       |       |        |

## Palmarés

### Distinciones individuales
| Distinción                                                             | Año  |
| ---------------------------------------------------------------------- | ---- |
| Parte del equipo del torneo del Campeonato de Europa Sub-17 de la UEFA | 2025 |